# Dahnen
Dahnen (Donen en Luxembourgeois) est une municipalité allemande située dans le land de Rhénanie-Palatinat et l'arrondissement d'Eifel-Bitburg-Prüm.

## Géographie
La municipalité est bordée à l’ouest par la frontière luxembourgeoise qui la sépare de la commune de Clervaux. Cette frontière correspond ici au cours de l’Our, un affluent de la Sûre.

Situation de la municipalité dans ses canton et arrondissement